# Al-Bahrijja
Al-Wahat al-Bahrijja – grupa oaz w północno-zachodnim Egipcie, na Pustyni Libijskiej, w muhafazie Giza. Oazy te są położone w obniżeniu o powierzchni ok. 6 tys. km² oraz są one otoczone licznymi wzgórzami. W tych oazach zamieszkuje ok. 7 tys. osób, które uprawiają pszenicę, ryż, oliwki oraz palmę daktylową. Główne miejscowości leżące w oazach Al-Bahrijja to: Al-Bawiti oraz Al-Haiz.
W rejonie tym w 2010 roku ustanowiono obszar chroniony o powierzchni 109 km².

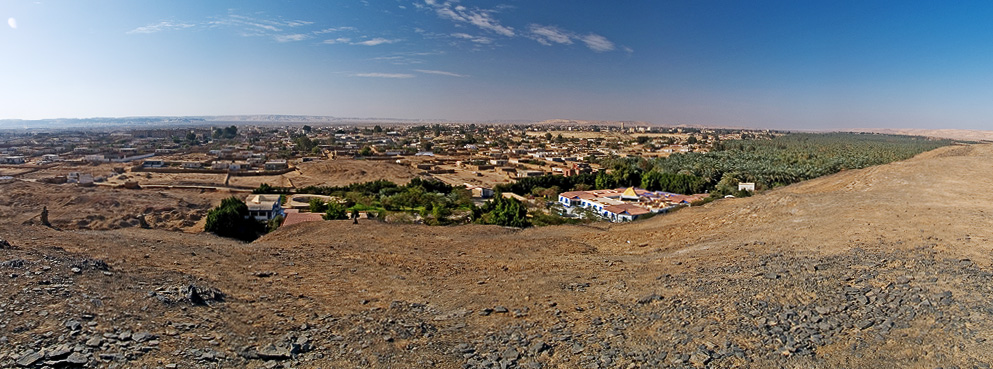
Widok na oazę i miasto

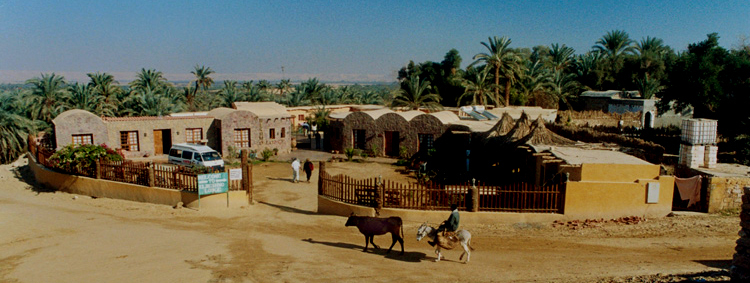